# 87 (liczba)
87 (osiemdziesiąt siedem) – liczba naturalna następująca po 86 i poprzedzająca 88.

## 87 w nauce
- liczba atomowa fransu
- obiekt na niebie Messier 87
- galaktyka NGC 87
- planetoida (87) Sylvia

## 87 w kalendarzu
87. dniem w roku jest 28 marca (w latach przestępnych jest to 27 marca). Zobacz też co wydarzyło się w roku 87.